# Atletismo nos Jogos Pan-Americanos de 2003 - 100 m com barreiras feminino
A final dos dos 100 m com barreiras feminino nos Jogos Pan-Americanos de 2003 foi realizada em 9 de agosto de 2003, com as eliminatórias realizadas no dia anterior. Brigitte Foster-Hylton estabeleceu um novo recorde pan-americano nas eliminatórias: 12.66.

## Calendário
| Data        | Fase          |
| ----------- | ------------- |
| 8 de agosto | Eliminatórias |
| 9 de agosto | Final         |

## Medalhistas
| Ouro   | JAM Brigitte Foster-Hylton |
| Prata  | CAN Perdita Felicien       |
| Bronze | JAM Lacena Golding-Clarke  |

## Recordes
Recordes mundial e pan-americano antes da disputa dos Jogos Pan-Americanos de 2003.
| Tipo                             | Atleta           | Tempo | Local        | Data                 |
| -------------------------------- | ---------------- | ----- | ------------ | -------------------- |
|                                  | Yordanka Donkova | 12.21 | Stara Zagora | 21 de agosto de 1988 |
| Recorde dos Jogos Pan-Americanos | Aliuska López    | 12.76 | Winnipeg     | 30 de julho de 1999  |

## Resultados
| Posição | Atleta                     | Eliminatórias | Eliminatórias | Final |
| Posição | Atleta                     | Tempo         | Posição       | Tempo |
| ------- | -------------------------- | ------------- | ------------- | ----- |
| 1       | JAM Brigitte Foster-Hylton | 12.66         | 1             | 12.67 |
| 2       | CAN Perdita Felicien       | 12.84         | 7             | 12.70 |
| 3       | JAM Lacena Golding-Clarke  | 12.76         | 2             | 12.79 |
| 4       | USA Michelle Perry         | 12.80         | 4             | 12.80 |
| 5       | CAN Angela Whyte           | 12.78         | 3             | 12.94 |
| 6       | CUB Yahumara Neyra         | 12.82         | 5             | 12.95 |
| 7       | HAI Nadine Faustin-Parker  | 12.83         | 6             | 12.95 |
| 8       | CUB Anay Tejeda            | 12.99         | 8             | 13.20 |
|         |                            |               |               |       |
| 9       | BRA Maíla Machado          | 13.17         | 9             |       |
| 10      | USA Yolanda McCray         | 13.37         | 10            |       |
| 11      | COL Princesa Oliveros      | 13.80         | 11            |       |
| 12      | CHI Francisca Guzmán       | 14.04         | 12            |       |
| 13      | PER Patricia Riesco        | 14.05         | 13            |       |
| 14      | DOM Juana Mejía            | 14.17         | 14            |       |